# Комашник бджолоносний

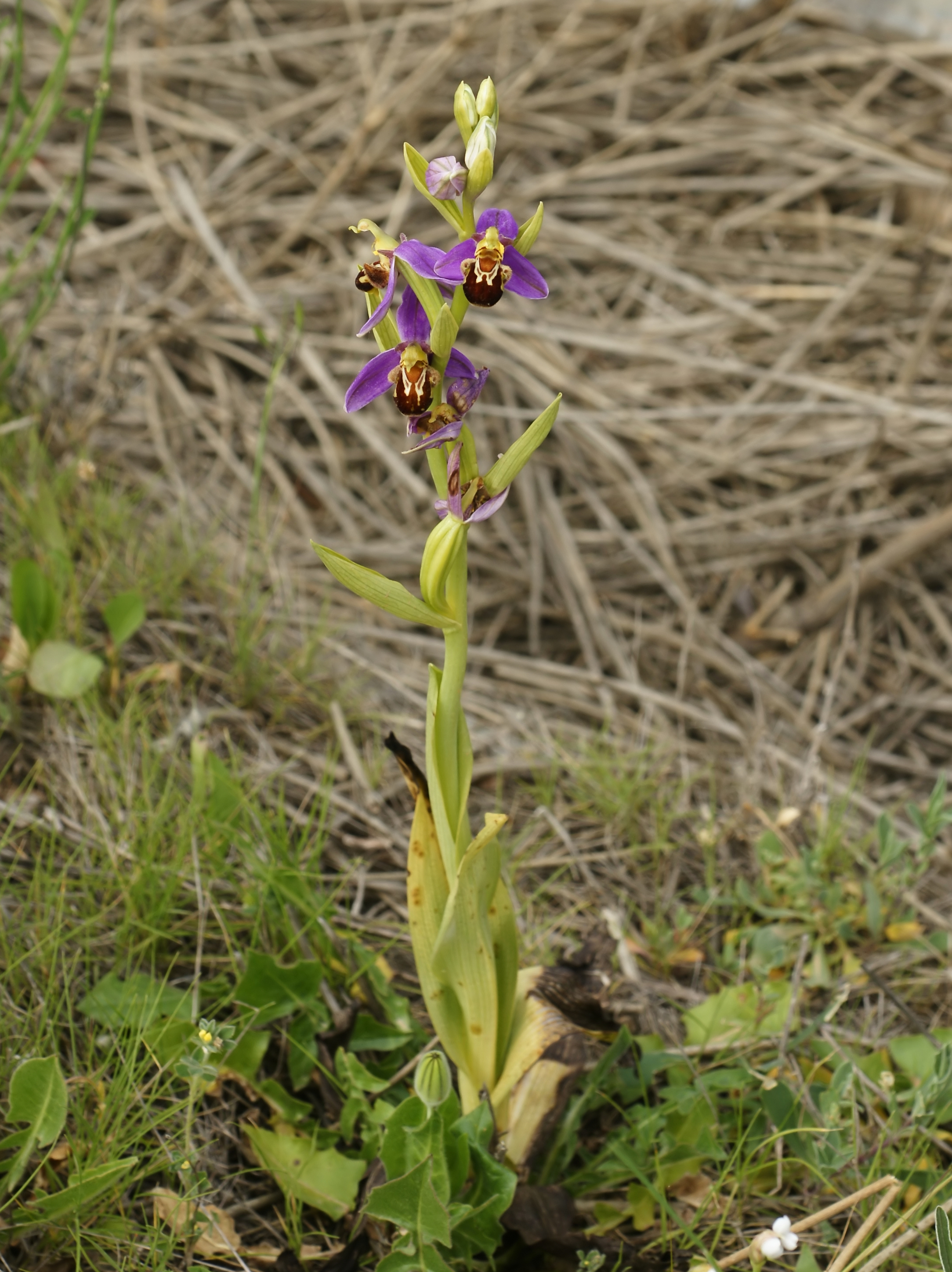

Комашник бджолоносний, офрис бджолоносна, офрис бджолоносний (Ophrys apifera Huds.) — рослина з родини зозулинцевих, або орхідних (Orchidaceae).

## Загальна біоморфологічна характеристика
Геофіт. Багаторічна трав'яна рослина 20-45 см заввишки. Бульби кулясті. Стебло з 4-7 сизувато-зеленими листками при основі та кількома листовими піхвами з невеликими листовими платівками у середній частині. Листки прикореневої розетки відмирають у середині травня. Суцвіття розгалужене, до 18 см завдовжки, з (2)3-8(10) квіток. Квітки великі (до 2,5 см у діаметрі), жовто-коричневі, нагадують бджолу, пелюстки зовнішнього кола
рожеві, червоні, білі. Губа трилопатева, до 1,5 см завдовжки, оксамитова, з коричневим малюнком. Цвіте у квітні-червні. При відсутності комах-запилювачів або у несприятливих умовах звичне для рослин перехресне запилювання замінюється самозапиленням. Плодоносить у липні-серпні. Розмножується насінням.

## Умови місцезростання
Світлі ялівцеві ліси, чагарники, узлісся, вапнякові осипи на висоті 200—300 м над рівнем моря. Мезоксерофіт. Ступінь природного поновлення незадовільний.

## Ареал виду та його поширення в Україні
Європейсько-середземноморський вид на північній межі диз'юнктивної частини ареалу.
Атлантична, Середня Європа і Середземномор'я, диз'юнктивна частина — окремі регіони Кавказу, Малої та Західної Азії, Північної Африки.
В Україні — Південний берег Криму (від Севастополя до Ялти). Чисельність та структура популяцій дуже низька (фіксувалося лише по кілька особин у двох місцезнаходженнях в Криму). У 2010 р. вперше виявлено у Західній Україні у Галицькому національному природному парку

## Природоохоронний статус виду та заходи з охорони
Зникаючий. Занесений до Додатку II CITES. Занесений до Червоної Книги України.
Охороняється в Ялтинському гірсько-лісовому природному заповіднику. Потребує виявлення всіх існуючих популяцій і встановлення режимів абсолютної заповідності та заказного, а також розведення в культурі. Заборонено заготівлю рослин, гербаризацію, порушення умов місцезростань (забудову територій та облаштування місць рекреації).

## Причини зміни чисельності
Тривалий онтогенез, вузька екологічна амплітуда, низька конкурентна здатність виду, курортне, дорожнє будівництво, господарські роботи, зривання на букети, забур'янення порушених біотопів.